# Siriella jaltensis
Siriella jaltensis är en kräftdjursart som beskrevs av Voldemar Czerniavsky 1868. Siriella jaltensis ingår i släktet Siriella och familjen Mysidae. Arten har ej påträffats i Sverige.

## Underarter
Arten delas in i följande underarter:
- S. j. jaltensis
- S. j. brooki